# Cơ quan sinh dục đực
Cơ quan sinh dục đực bao gồm:
- Dịch hoàn: là nơi sản sinh tinh trùng và tiết ra hormon sinh dục đực.
- Phụ tinh hoàn: là nơi tích trữ tinh trùng và có tác dụng dinh dưỡng.
- Ống dẫn tinh: dẫn tinh trùng từ phụ tinh hoàn ra dương vật khi giao phối.
- Dương vật: là cơ quan giao cấu.
- Qui đầu: là phần ngoài cùng nối với dương vật.
- Các tuyến sinh dục phụ: có tác dụng tiết dịch tinh thanh:
  - Tuyến hành niệu đạo (Cowper): là đôi tuyến nhỏ nằm gần tuyến tiền liệt, tiết ra dịch nhờn trong suốt đổ vào niệu đạo, dịch này vừa có tác dụng rửa niệu đạo trước khi tinh trùng phóng qua, vừa làm giảm tính acid của dịch âm đạo, đảm bảo tỷ lệ sống sót cao của tinh trùng.[1]
  - Tuyến tiền liệt: Tuyến tiền liệt là tuyến tương đối lớn, nặng chừng 15g, nằm dưới bóng đái (bàng quang), bao quanh phần đầu niệu đạo (ống đái). Tuyến tiền liệt tiết một chất dịch trắng như sữa hoà lẫn với tinh trùng từ túi tinh phóng ra tạo thành tinh dịch, nhờ đó tinh trùng hoạt động được dễ dàng.
  - Túi tinh (tinh nang): tiết dịch sau cùng khi giao phối, khi vào cổ tử cung tạo thành keo đặc nút chặt cổ tử cung.
  - Ngoài ra còn có bao dịch hoàn chứa dịch hoàn và phụ dịch hoàn, bao qui đầu có tác dụng bảo vệ qui đầu.